# Wörthersee
El Wörthersee es el lago más grande del Bundesland de Carintia, y al mismo tiempo, debido a su situación, es el lago alpino con unas de las aguas más templadas de todos los Alpes.

## Datos geográficos
Tiene 19,39 km² de superficie y se extiende de este a oeste a lo largo de 16,5 kilómetros. Se encuentra en una hondonada en el paisaje ondulado de la cuenca de Klagenfurt, formada por un glaciar en la Edad de Hielo. El lago se extiende desde la bahía en el pueblo de Velden en el oeste hasta Klagenfurt en el este, teniendo una forma alargada y estrecha, siendo su anchura normalmente entre 1 y 2 km. La región que sirve de cuenca de la que recibe sus aguas el lago tiene una extensión de 162,1 km².
El Wörthersee está flanquado en el norte y en el sur por las faldas de cercanos macizos montañosos con tupidos bosques. Las aguas del lago tienen un color azulado verdoso característico.
El lago está dividido en tres cuencas principales de conformidad con las islas o penínsulas. La más occidental va desde Velden hasta Pörtschach, la intermedia desde Pörtschach hasta Maria Wörth y la oriental desde allí hasta Klagenfurt.
El punto más profundo del lago alcanza los 85,2 metros, mientras que la profundidad media es de 41,9 metros.
El Wörthersee se nutre de una gran cantidad de pequeños arroyos, siendo el mayor de ellos el Reifnitzbach, con un caudal medio de 0,63 m³/s. La única salida que tiene el lago se produce a través del río Glanfurt, que sirve de desagüe al lago vertiendo sus aguas en el río Glan, y a través de él en el río Gurk, el cual desemboca en el río Drava.

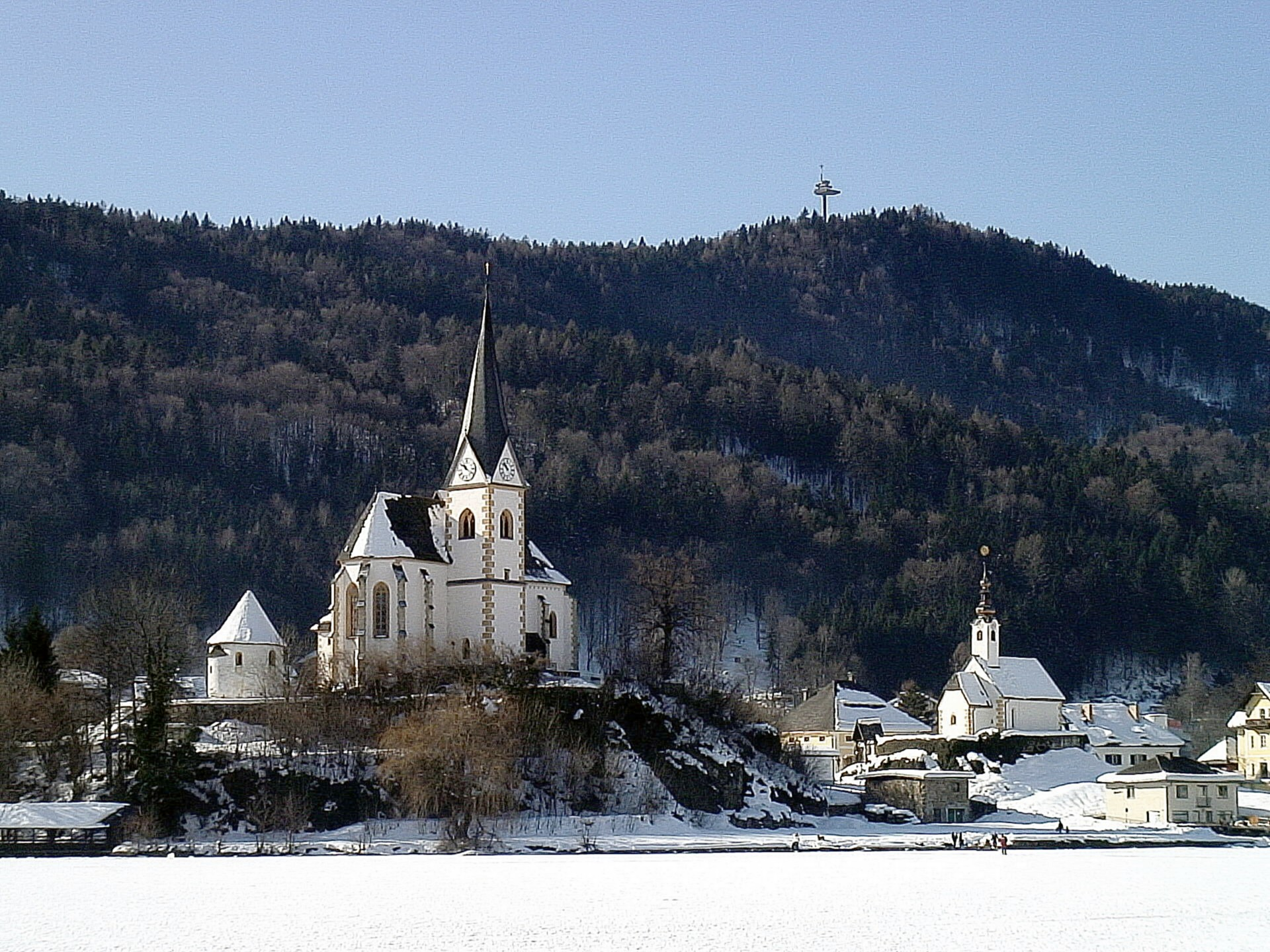
Población de Maria Wörth con el lago congelado en la parte inferior.

Debido a la protección del viento que tiene el Wörthersee por su situación y otros factores geográficos, la capa superior de agua, que alcanza hasta 8 metros de profundidad, puede llegar a  temperaturas de hasta 25 °C, que incluso pueden ser superiores en las orillas. A finales de junio alcanza el lago una temperatura de 20 °C, y hasta mediados de septiembre no bajará de ese nivel de temperatura. El lago se suele helar entre mediados y finales de enero, y el deshielo llega entre principios y mediados de marzo. Una capa de hielo completa y cerrada se da sólo en inviernos extremadamente fríos. La última vez que el lago se congeló completamente fue en febrero de 2006, cuando se pudo practicar el patinaje sobre hielo en una pista natural de aproximadamente 15 km.

## Nombre del Wörthersee
El nombre Wörthersee deriva de la denominación de isla en alto alemán medio (Werd). El motivo serían las cuatro islas que existían en el lago (Schlaginsel, Kapuzinerinsel, Maria Wörth Insel y Maria Loretto Insel), de las que Maria Wörth y Maria Loretto se han unido con el paso de los años con la orilla, convirtiéndose en penínsulas.
Hasta el siglo XIX se usaba la denominación Werdersee, en vez de la actual Wörthersee.

## Poblaciones del lago
La ciudad más importante a orillas del Wörthersee es Klagenfurt, capital del estado federado de Carintia. 
El casco histórico de dicha ciudad se encuentra a cuatro kilómetros de distancia del lago y está unido a él mediante el Lendkanal, construido en el siglo XVI para el transporte de materiales de construcción, así como para dotar de agua al foso que rodeaba a las murallas de la ciudad. Pertenecen a Klagenfurt tanto el Europapark como la península Maria Loretto con el Schloss Maria-Loretto.

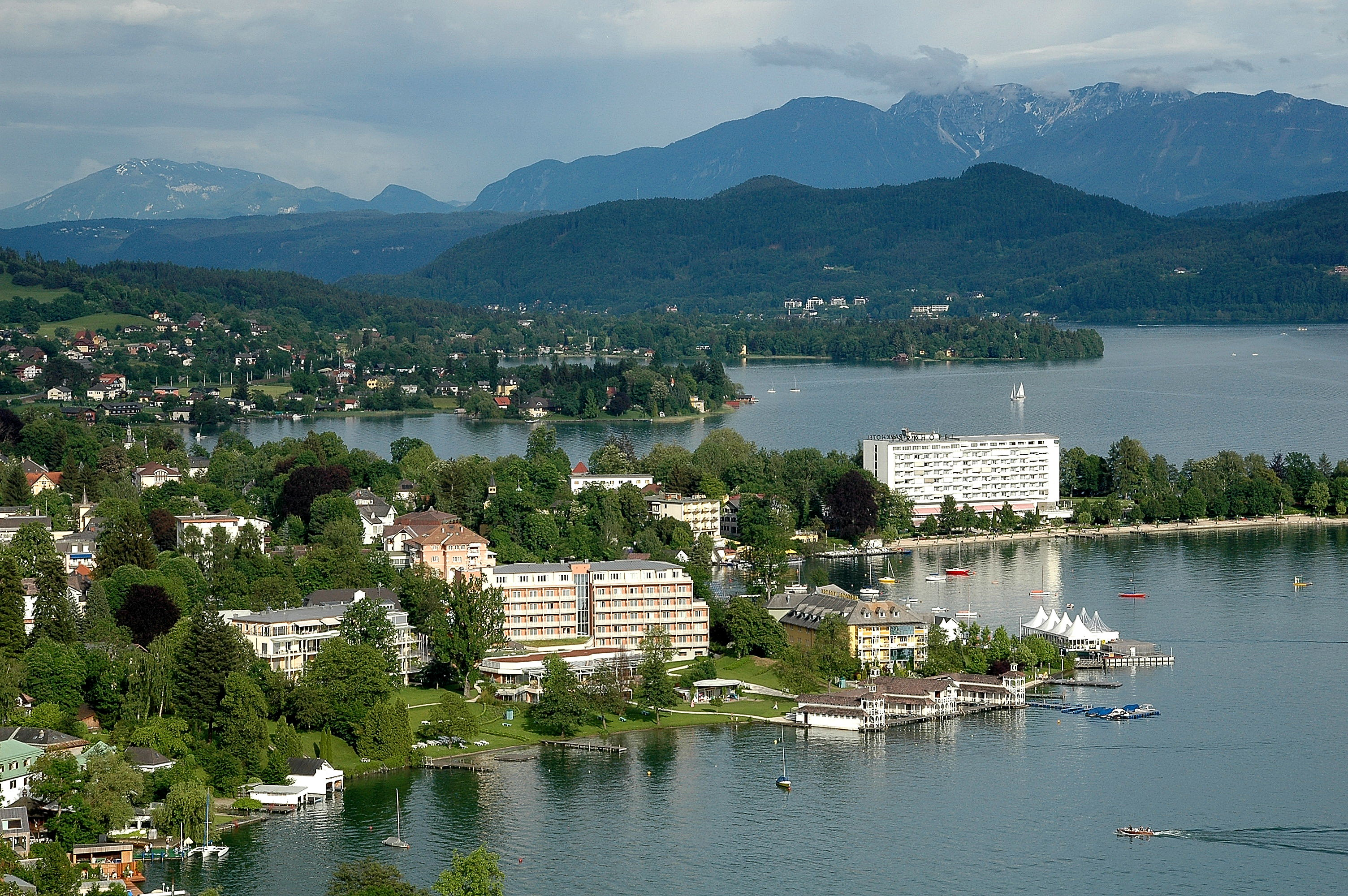
Vista de la población de Pörtschach.

La segunda localidad más importante del Wörthersee, Velden, se encuentra en la otra orilla del lago, la occidental. Otras localidades en las orillas del lago son Krumpendorf, Pörtschach, Techelsberg, Maria Wörth y Reifnitz.
Además, en las orillas del lago hay numerosas villas construidas a finales del siglo XIX y principios de XX.

## Ecología

### Calidad del agua
El Wörthersee pertenece al grupo de lagos en los que no hay una completa circulación del agua, sino que esta sólo se mezcla hasta una profundidad de entre 50 y 60 metros, estando estancadas las capas inferiores de agua. La causa de ello es, además de los factores de protección frente al viento debido a su situación y las escasas inundaciones, el hecho de que sea un lago relativamente profundo en relación con su superficie. Como consecuencia de este comportamiento del agua, las capas más profundas de agua no están dotadas de oxígeno de forma natural, por lo que tiene niveles inferiores del mismo. A ello se suma que los organismos muertos se hunden en esas capas y provocan una reducción mayor de los niveles de oxígeno.
El gran crecimiento de la población en la zona, especialmente en los años 1960, produjo un aumento de las aguas residuales vertidas en el lago. Ello supuso un incremento de los nutrientes que aumentaron la zona de agua baja en oxígeno. Por ello, se produjo en el lago una fuerte Eutrofización, que impulsó un gran desarrollo de las algas en el lago.
La construcción de una red para canalizar las aguas residuales, así como otras medidas de saneamiento, han ocasionado un estancamiento en la eutrofización, que en los años 1970 alcanzó su punto máximo. El Wörthersee ha evolucionado desde 1971 hasta el 2002 hacia un lago con menos nutrientes en el agua, en particular en las capas superiores de agua, por lo que el crecimiento de algas se ha visto limitado.

### Vida animal
En el Wörthersee se pueden encontrar diversas especies de peces, como la carpa, diversos perciformes, la brema, la lubina negra o haro, el albur, la trucha y el siluro.

## Turismo

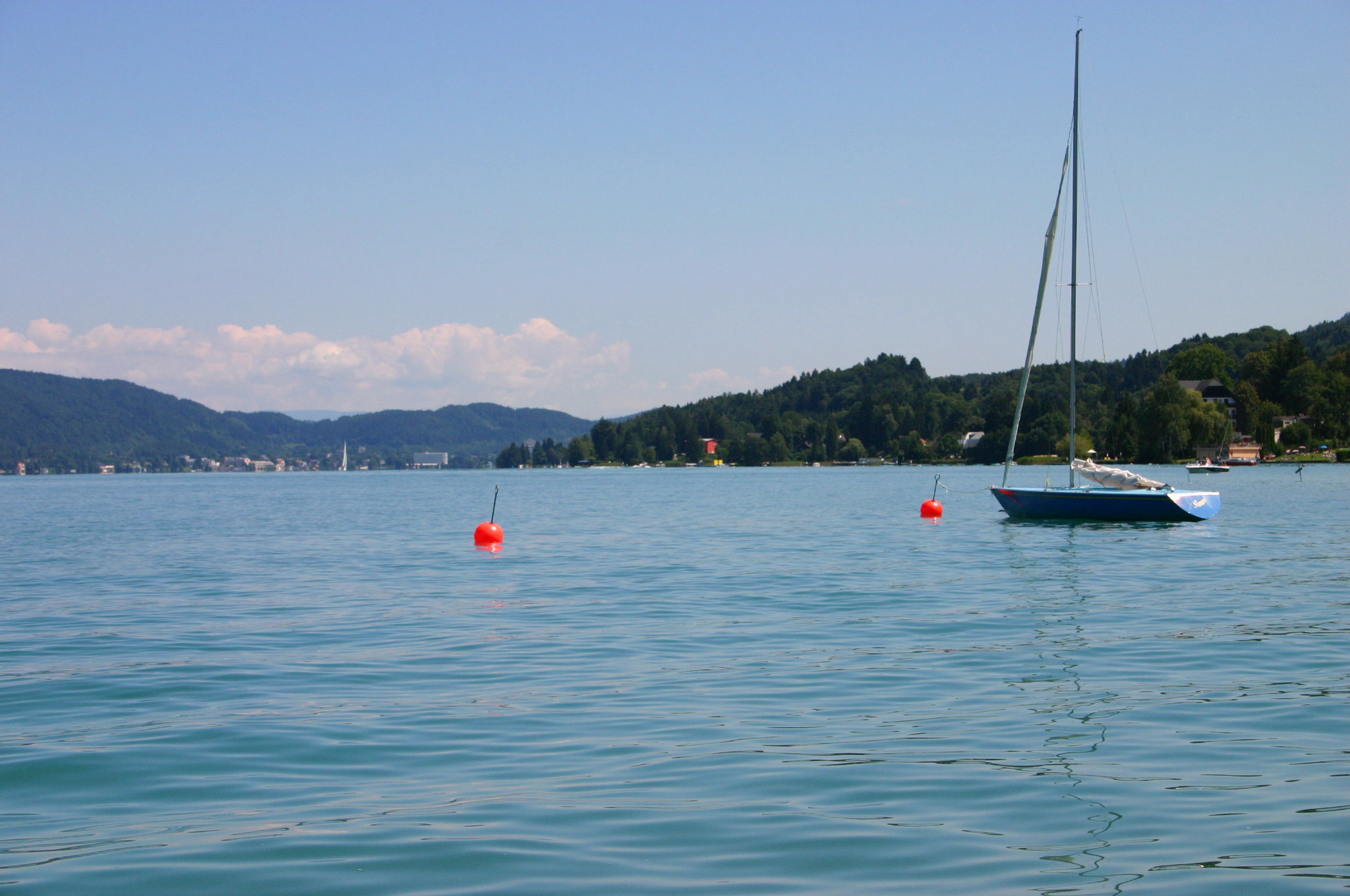
El lago en verano.

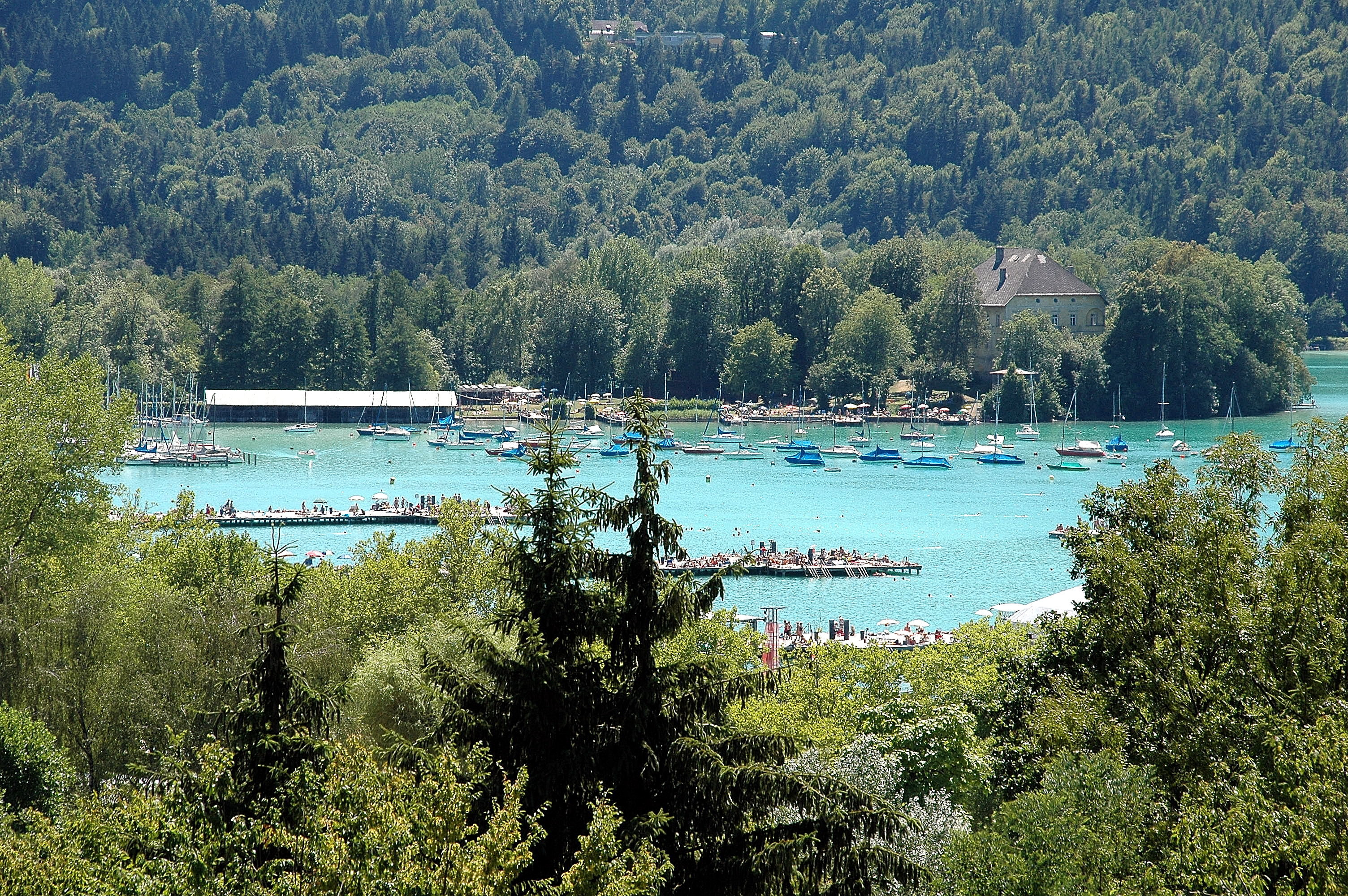
Playa de Klagenfurt en verano.

El Wörthersee adquirió importancia turística relativamente pronto. Una de las razones de ello es su posición entre las dos ciudades más importantes de Carintia, Klagenfurt y Villach. En 1864, Klagenfurt fue unida a la línea de ferrocarril Südbahn, y posteriormente el ferrocarril, camino de Villach, fue construido bordeando el lago. De este modo, muchos vieneses acomodados descubrieron la región como una buena zona de veraneo. Entre otros, cabe destacar a músicos como Gustav Mahler, Johannes Brahms o Alban Berg, quienes eligieron sus orillas para descansar y componer.

### Transporte por barco
En 1853, el barón Edmund von Herbert fundó la primera compañía de barcos de vapor en el Wörthersee e invirtió una gran cantidad de dinero en un barco de vapor usado, el Maria Wörth, que sería el primer y último barco de su sociedad.
Se estableció una línea de transporte en la que dicho barco viajaba dos veces entre Velden y Klagenfurt. Esta línea era utilizada por los habitantes de la región que iban a comprar o trabajar. Además, con el Lendkanal se podía llegar hasta el centro de Klagenfurt. En el primer año, y pese a los altos precios de transporte, más de 30.000 pasajeros utilizaron esta línea.
En el año 1863, Klagenfurt fue unida al ferrocarril Südbahn, lo que aumentó el turismo en la zona en gran medida, y como consecuencia de ella el uso del transporte por barco. 
En 1883 aumentó el número de pasajeros a 175.000 al año, y en 1930 se alcanzó la cifra de 230.000 pasajeros anuales. Con el paso del tiempo, existieron hasta un total de siete compañías dedicadas al transporte por barco en el Wörthersee. En el año 1913, la última compañía todavía en manos privadas fue comprada por la ciudad de Klagenfurt y operada junto con otros transportes de la ciudad.
En 1982 se creó un pequeño astillero en la bahía este del Wörthersee, que todavía existe.
Sólo ha ocurrido un accidente de importancia en el Wörthersee, cuando en 1945 se produjo una explosión en un barco, matando al piloto del barco.

## Eventos y actividades
- A finales de abril o principios de mayo se organiza una “fiesta sin coches”, pudiéndose montar en bicicleta o patinar en los alrededores del lago.

- Mayo: Autonews, una reunión de VW GTI en el pueblo de Reifnitz.

- Mayo: Torneo de tenis ATP en Pörtschach.

- Principios de julio: Prueba de Triatlón Ironman Triathlon.

- En los meses de verano representaciones musicales en un escenario a orillas del lago en Klagenfurt.

- Julio: Torneo de vóley playa en Klagenfurt

- Agosto: Media maratón entre Velden y Klagenfurt.